# Mai troppo tardi
Mai troppo tardi (Never Too Late) è un film di Bud Yorkin del 1965, basato su una commedia teatrale di Sumner Arthur Long.

## Trama
Una coppia di mezza età scopre di aspettare un bambino, mentre la loro figlia sposata non riesce ad averne uno.

## Produzione

### Riprese
Il film è stato girato a Concord (Massachusetts) fra 1964 e 1965.